# Cantón de L'Isle-en-Dodon
El cantón de L'Isle-en-Dodon era una división administrativa francesa que estaba situada en el departamento de Alto Garona y la región de Mediodía-Pirineos.

## Composición
El cantón estaba formado por veinticuatro comunas:
- Agassac
- Ambax
- Anan
- Boissède
- Castelgaillard
- Cazac
- Coueilles
- Fabas
- Frontignan-Savès
- Goudex
- Labastide-Paumès
- Lilhac
- L'Isle-en-Dodon
- Martisserre
- Mauvezin
- Mirambeau
- Molas
- Montbernard
- Montesquieu-Guittaut
- Puymaurin
- Riolas
- Saint-Frajou
- Saint-Laurent
- Salerm

## Supresión del cantón de L'Isle-en-Dodon
En aplicación del Decreto nº 2014-152 de 13 de febrero de 2014, el cantón de L'Isle-en-Dodon fue suprimido el 22 de marzo de 2015 y sus 24 comunas pasaron a formar parte del nuevo cantón de Cazères.